# Richwood (Ohio)
Pour les articles homonymes, voir Richwood.
Richwood est un village du comté d'Union dans l'état de l'Ohio aux États-Unis.
Sa population était de 2 229 habitants en 2010.

## Galerie

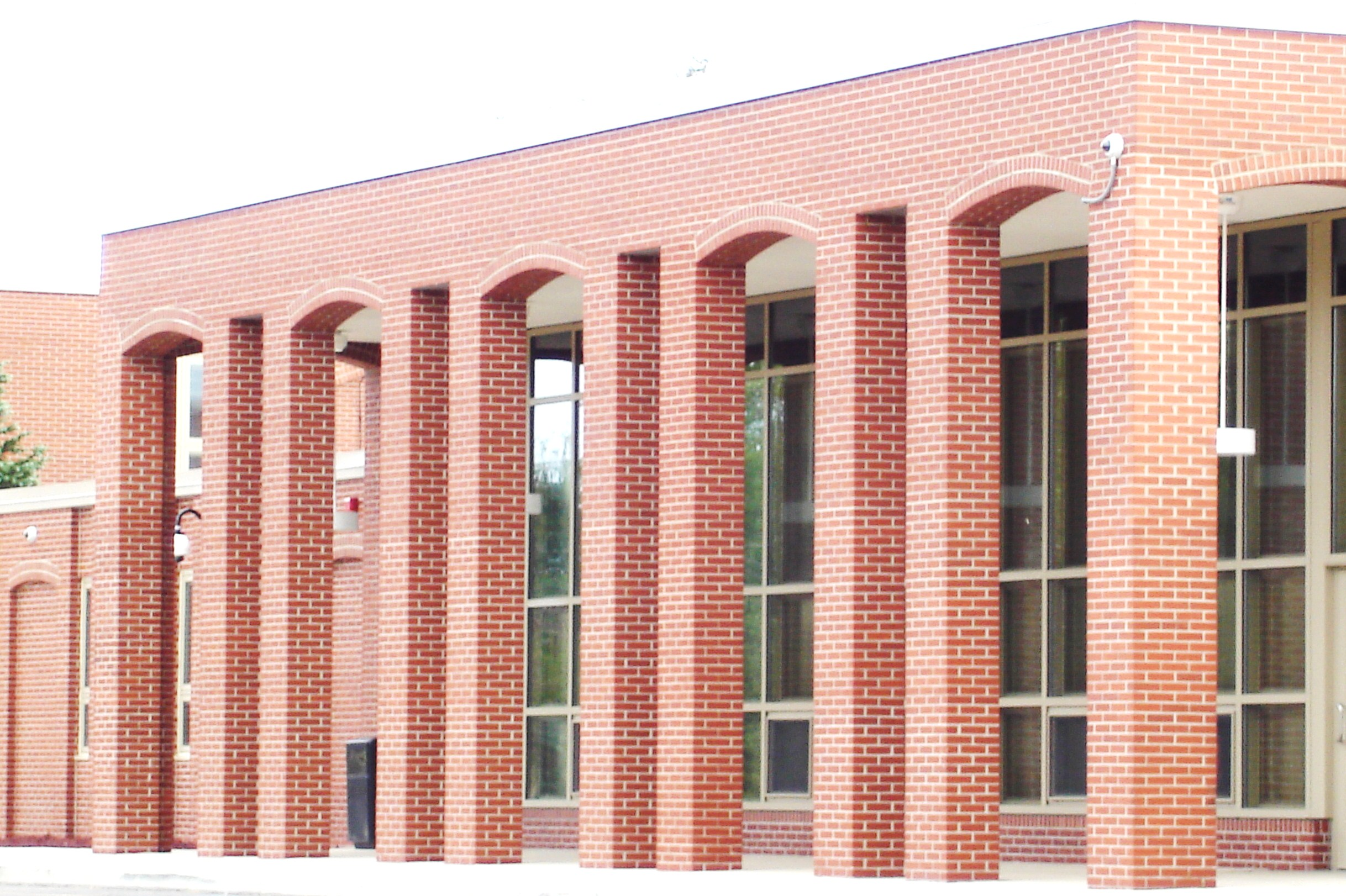
North Union High School, Richwood
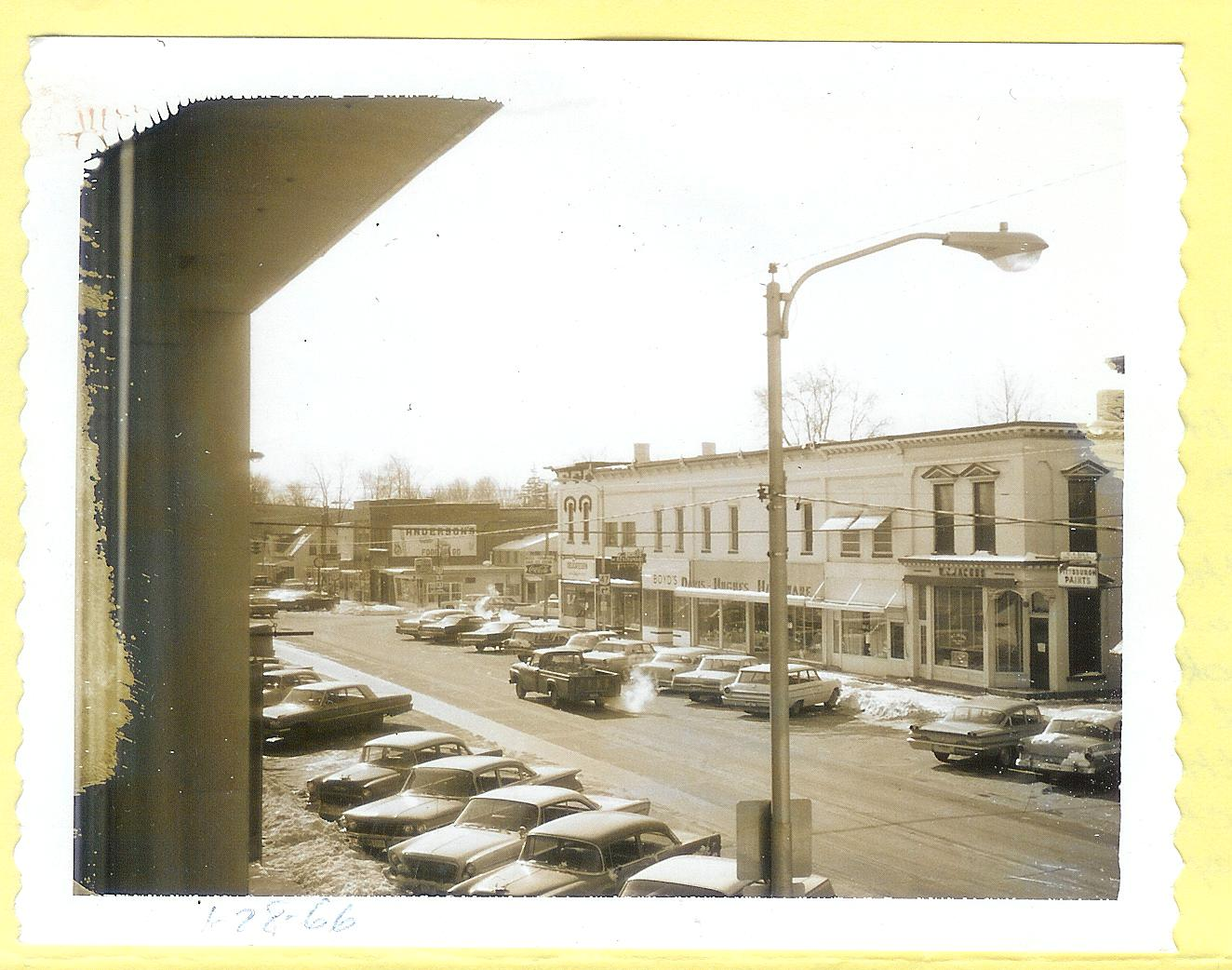
28 Jan 1966, N. Franklin St.
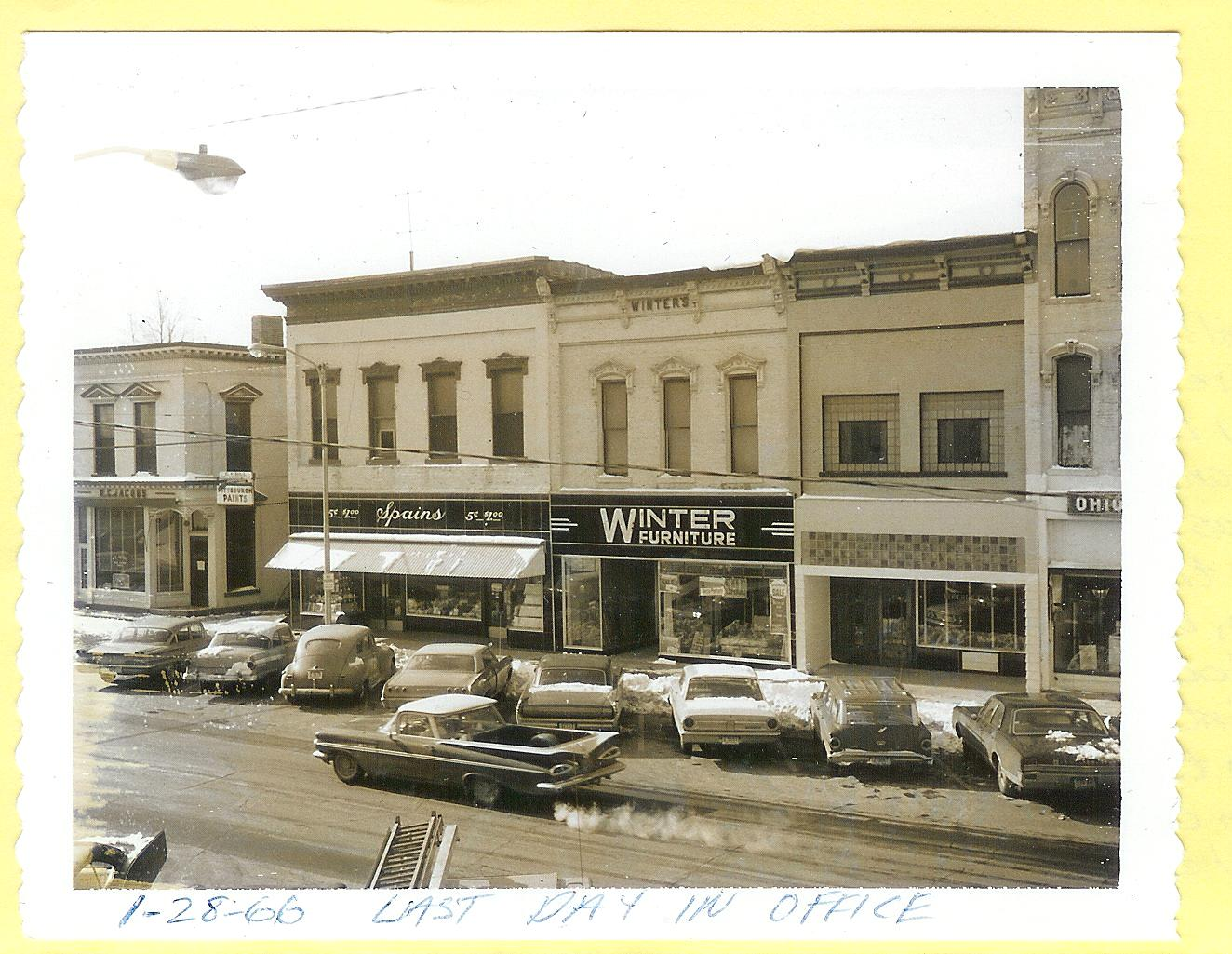
28 Jan 1966, N. Franklin St.
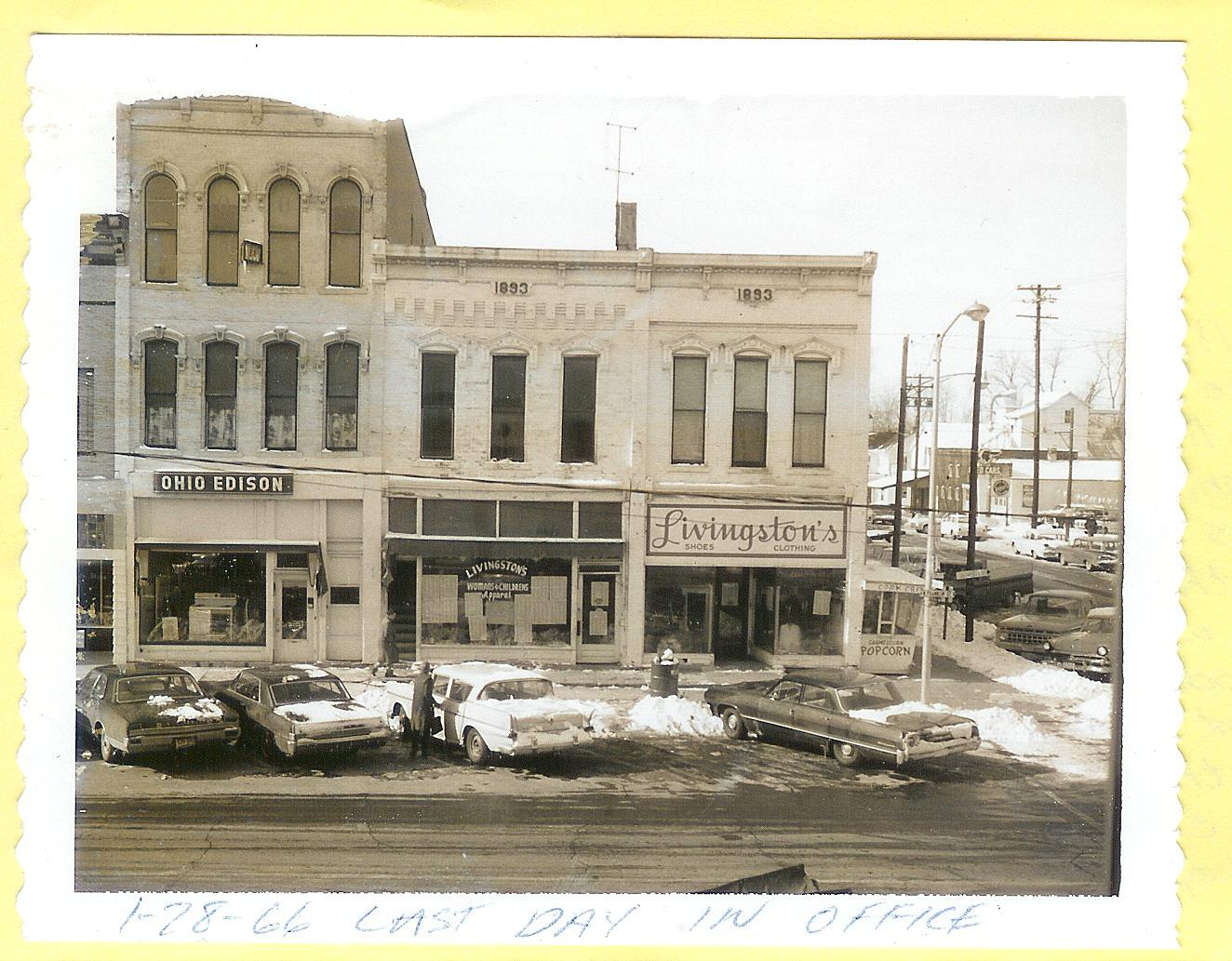
28 Jan 1966, N. Franklin St.